# Купер, Синтия
Синтия Линн Купер-Дайк (англ. Cynthia Lynne Cooper-Dyke; род. 14 апреля 1963 года в Чикаго, Иллинойс, США) — американская профессиональная баскетболистка и тренер. Дважды выигрывала студенческий чемпионат США, в 1988 году выиграла золотую медаль Олимпийских игр, в 1990 — чемпионат мира, четыре раза в составе команды «Хьюстон Кометс» становилась чемпионкой женской НБА, дважды признаваясь самым ценным игроком регулярного сезона. Она является членом Зала славы женского баскетбола (с 2009 года) и членом Зала славы баскетбола (с 2010 года).

## Биография
Купер родилась в Чикаго, а выросла в Лос-Анджелесе, училась в местной старшей школе Лока. После окончания школы в 1982 году Купер поступила в Университет Южной Калифорнии. Синтия была ведущим игроком университетской баскетбольной команды «Троянцы», которая в 1983 и 1984 годах выигрывала студенческий чемпионат США, а в 1986 году играла в финале чемпионата. За свою игру Купер была удостоена включения в сборную турнира 1986 года.
После окончания университета Купер выступала за женскую баскетбольную сборную США. В 1987 года сборная выиграла баскетбольный турнир на Панамериканских играх, проходивших в Индианаполисе, а в 1988 году выиграла золотые медали Олимпийских игр в Сеуле. В 1990 году Купер в составе американской сборной стала чемпионкой мира, а на Олимпийских играх 1992 года завоевала бронзовую медаль.
Когда в 1997 году была образована женская НБА, Синтии Купер было уже 34 года, но возраст не помешал ей стать одной из первых звёзд новой главной женской лиги США. В 1997 и 1998 годах её признавали самым ценным игроком регулярного сезона. Она выступала за клуб «Хьюстон Кометс», который четыре года подряд, с 1997 по 2000 годы, выигрывал чемпионат ВНБА, а Купер четыре года подряд признавали самым ценным игроком финальной серии.
В 2000 году Купер объявила о завершении карьеры игрока и перешла на тренерскую работу, возглавив в качестве главного тренера другой клуб женской НБА, «Финикс Меркури», с которым проработала полтора сезона. Под её руководством команда выступала неудачно, в обоих сезонах не попав в плей-офф. В 2003 году Купер вернулась в «Хьюстон Кометс» как игрок, но сыграв за команду лишь в четырёх матчах, окончательно завершила карьеру игрока. После этого она работала телевизионным аналитиком и комментатором на матчах «Кометс».
В 2005 году Купер была назначена главным тренером женской баскетбольной команды Сельскохозяйственного и политехнического университета Прери-Вью в штате Техас. Во втором сезоне под её руководством университетская команда выиграла турнир Юго-Западной Атлантической конференции и впервые в своей истории попала в финальный турнир NCAA.
В 2009 году Купер была принята в Зал славы женского баскетбола. Также в 2010 году она стала членом Зала славы баскетбола имени Нейсмита, формальная церемония принятия в Зал славы состоялась 13 августа.

## Личная жизнь
Синтия Купер вышла замуж за Брайана Дайка в 2000 году. 15 июня 2002 года она родила близнецов, сына Брайана-младшего и дочь Сайен.